# Brehna
Brehna es una subdivisión urbana (Stadtteil) de la ciudad alemana de Sandersdorf-Brehna, en el distrito de Anhalt-Bitterfeld, en Sajonia-Anhalt.
Fue una ciudad separada hasta el 1 de julio de 2009, cuando se fusionó con varios municipios rurales para formar la actual ciudad de Sandersdorf-Brehna. Hasta la reforma territorial de 2007, Brehna formaba parte del distrito de Bitterfeld.
En 2006, la ciudad tenía una población de 2956 habitantes.
Está situado al sudoeste de Bitterfeld. Cabe destacar la iglesia local donde Catalina de Bora, la esposa de Martín Lutero vivió.

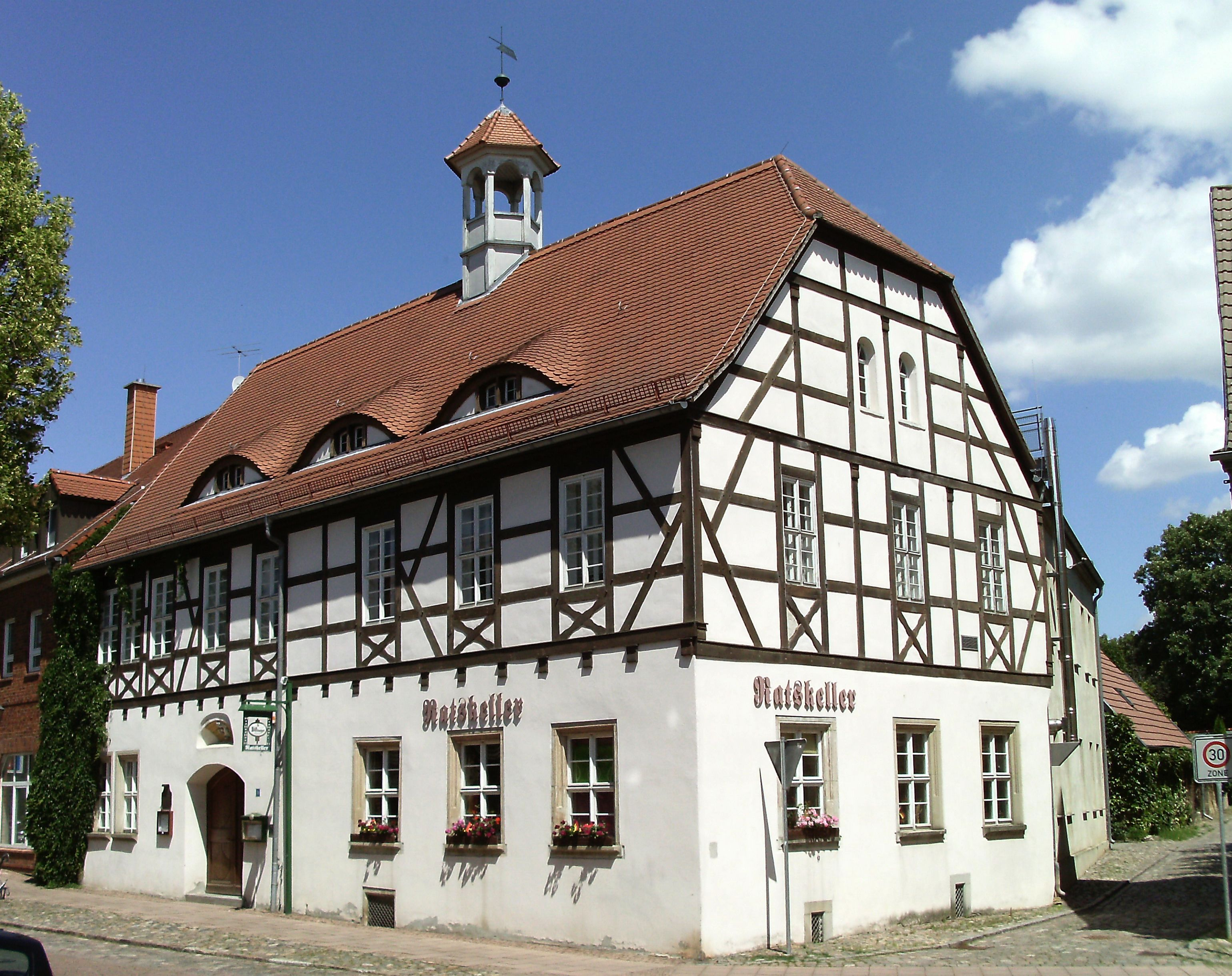
Antiguo ayuntamiento
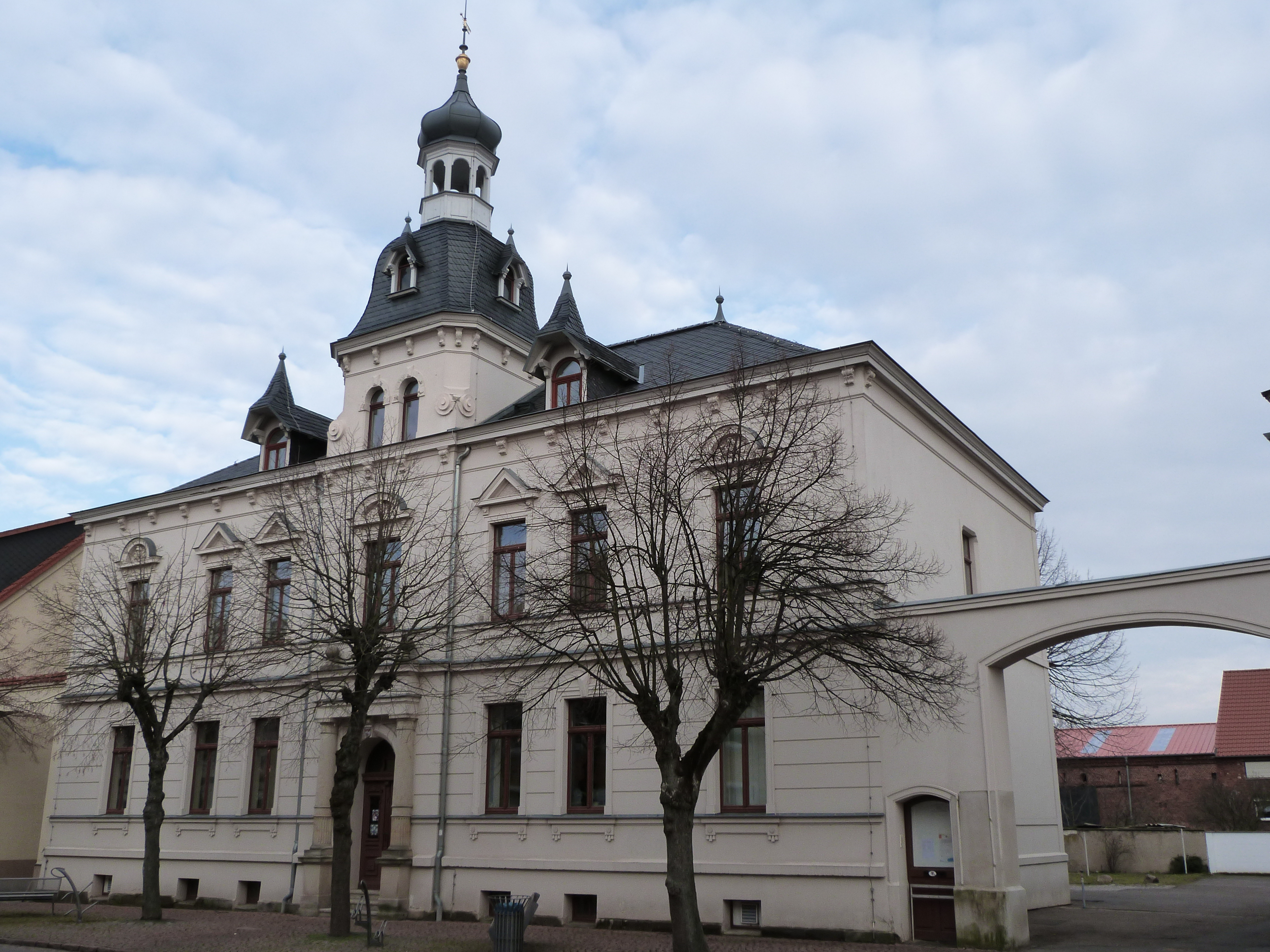
Nuevo ayuntamiento
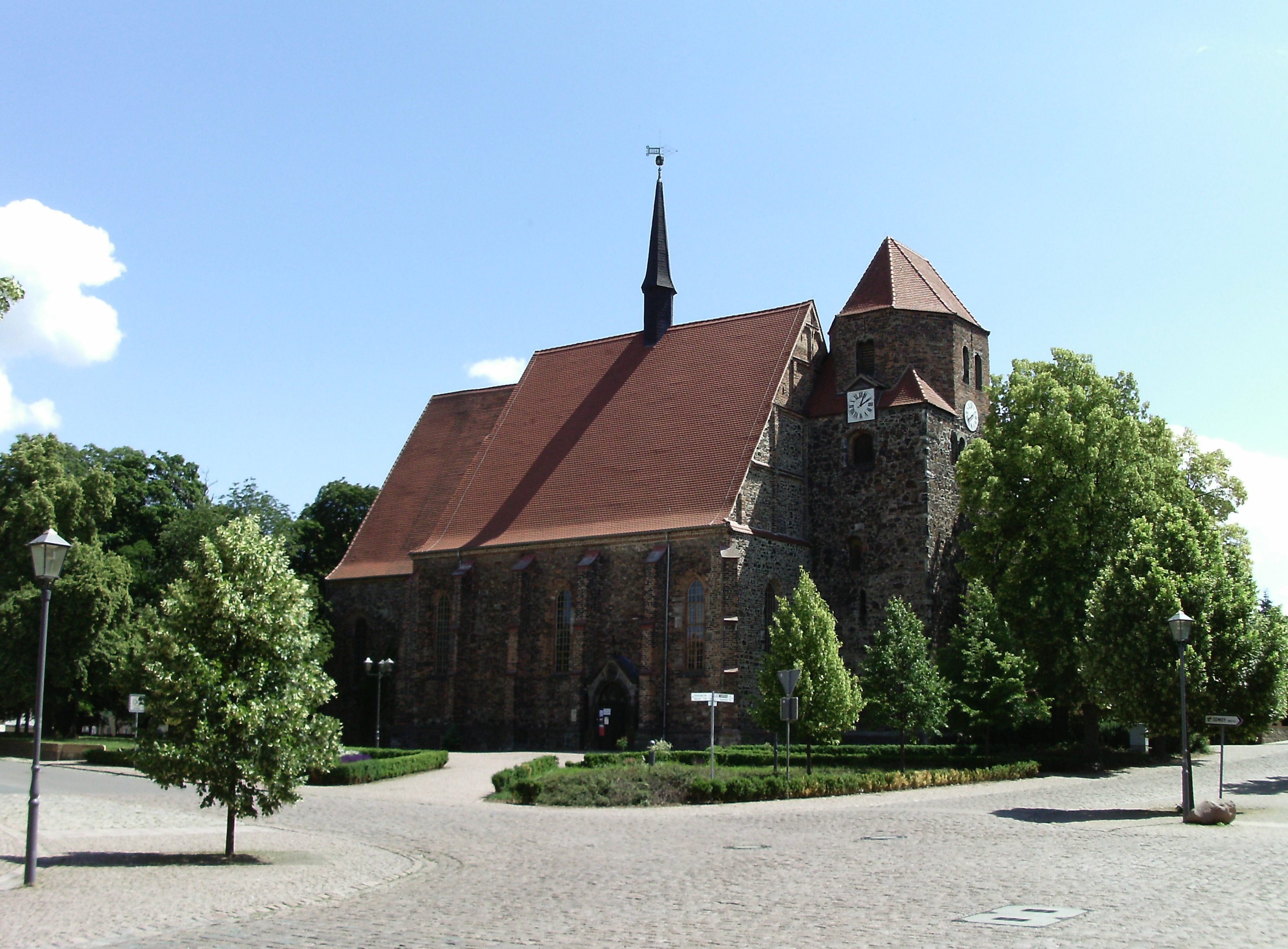
Iglesia